# Hôtel de ville d'Asnières-sur-Seine
L'hôtel de ville d'Asnières-sur-Seine est un bâtiment administratif se trouvant dans la ville d'Asnières-sur-Seine dans les Hauts-de-Seine.

## Historique
En 1822, la commune achète un ancien presbytère situé au no 13 rue de l'Église et en devient la première mairie. Ce bâtiment est détruit en 1935.
En 1849, la municipalité s'installe dans l'école communale, au no 10 rue de l'Église, construite en 1839 sur l'emplacement de l'ancien cimetière.
En 1875 la ville acquiert la propriété de 14 000 m2 de la famille Vanin de Courville. En 1895, le projet de l'architecte Emmanuel Garnier est retenu et les travaux débutent en 1897. On construisit sur une partie du parc, les écoles du centre et le gymnase Paul-et-René-Colas, tandis que le reste devint un jardin public, aujourd'hui le square Maréchal-Leclerc. La maison de maître, datée du XVIIIe siècle, est alors occupée par les services municipaux.
En 1899, l'ancienne mairie est démolie et le nouvel hôtel de ville est inauguré le 15 octobre 1899,.

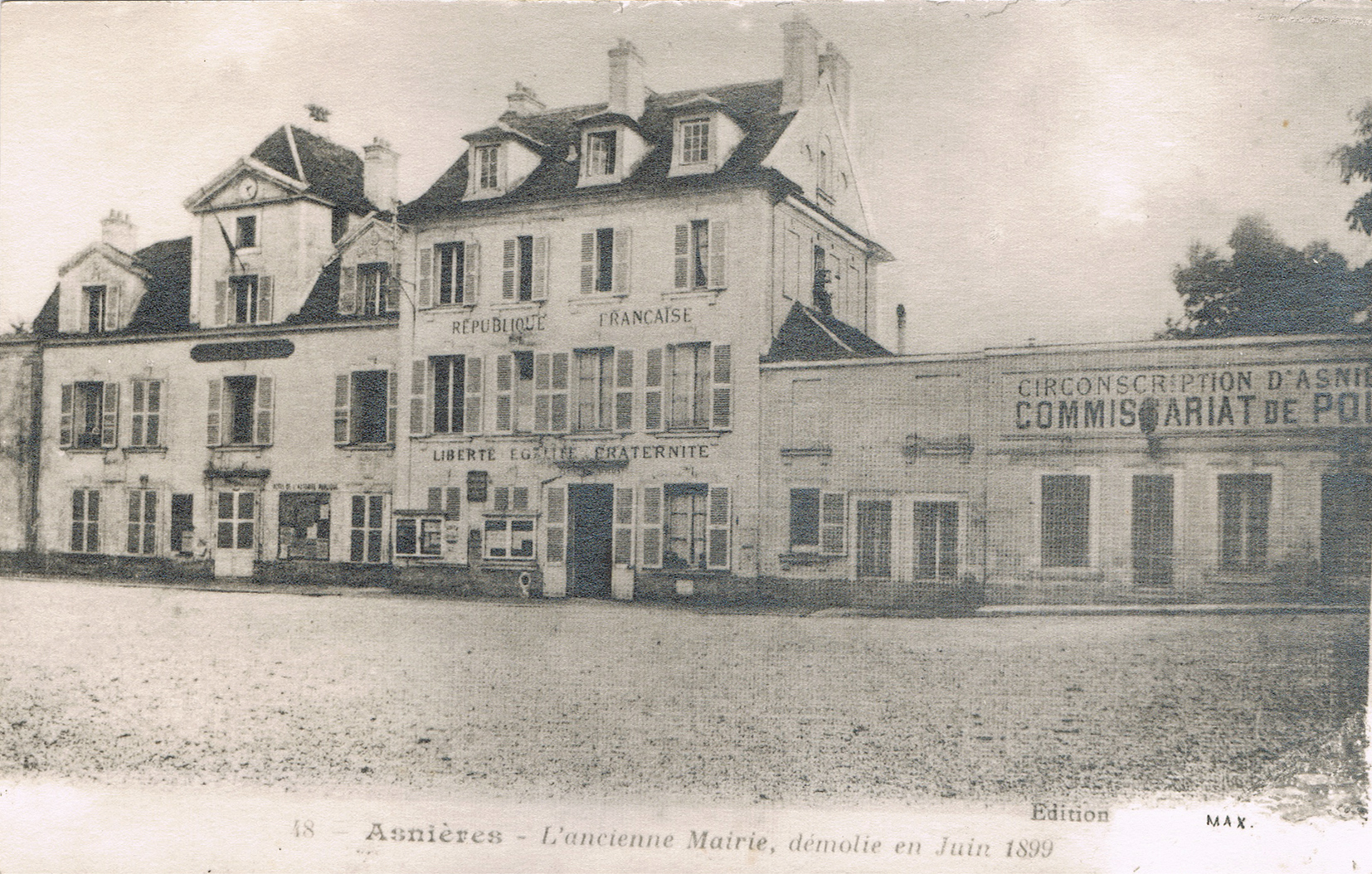
Ancienne mairie d'Asnières-sur-Seine de 1849 à 1899
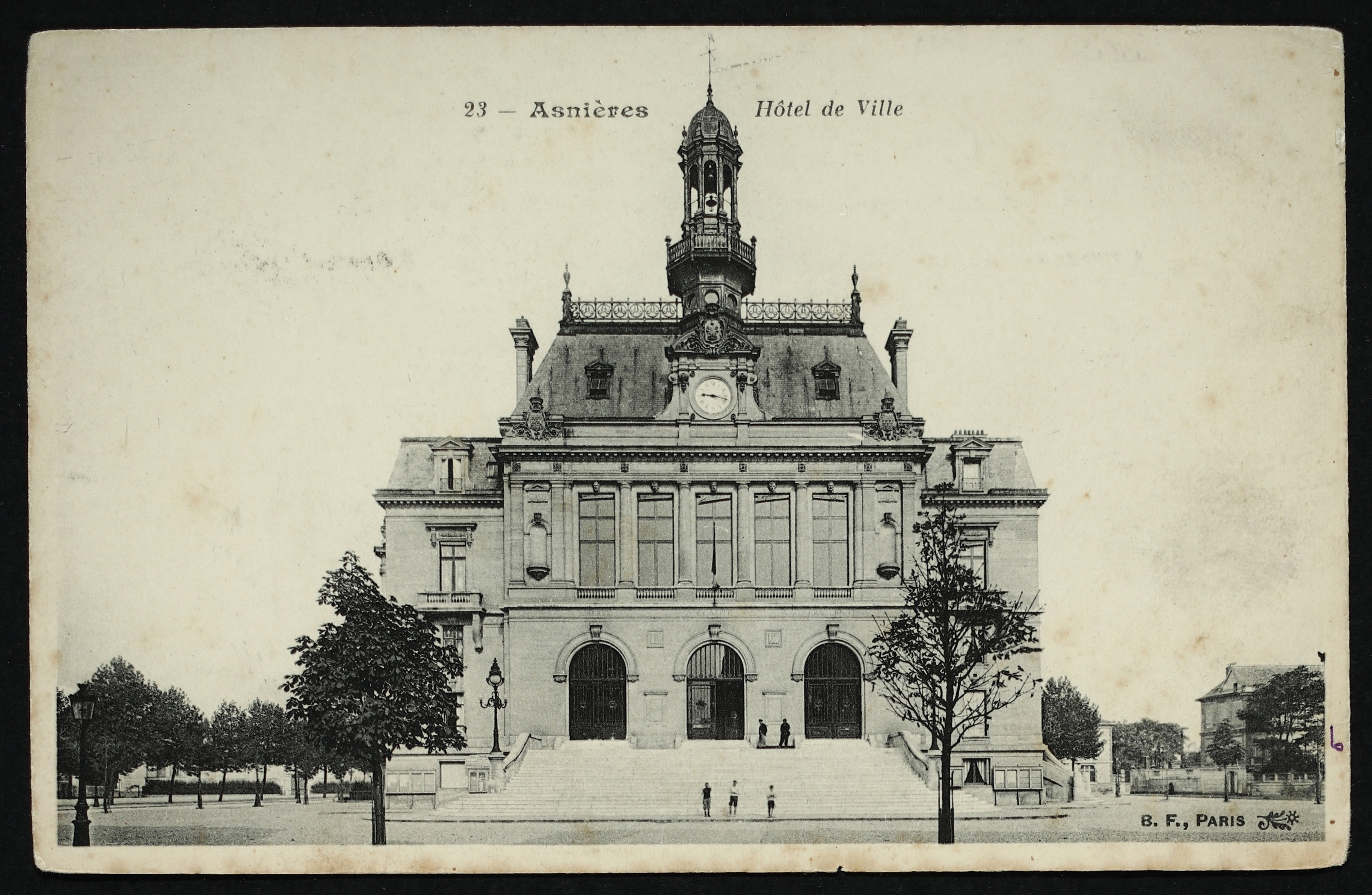
Nouvel Hôtel de Ville d'Asnières-sur-Seine depuis 1899

## Description
Il est issu d'un concours d’architecture qui est ouvert à l’hôtel de ville de Paris en 1895. Le lauréat en fut Emmanuel Garnier, ancien élève de l’école des Beaux-arts.
Le 28 janvier 1945, le Général de Gaulle, invité par le comité local de libération, prononça un discours du balcon de l’Hôtel de Ville .

## Filmographie
L'hôtel de ville a été plusieurs fois utilisé comme lieu de tournage :
- Peur sur la ville en 1975.
- La Zizanie en 1978.
- Korruption[8], tournage qui a donné lieu à une polémique[9].
- Un épisode commun aux séries télévisées Camping Paradis et Joséphine, ange gardien[10].